# Torre Carrals
La Torre Carrals és una torre de guaita situada a la partida Torrecarrals, al municipi de Dénia (Marina Alta), dins d'una propietat privada, sobre un turó a 47 msnm i a uns quatre quilòmetres de la costa, en una plana entre els municipis de Dénia i Ondara. Està declarada Bé d'Interès Cultural.
Construïda entre els segles XVI i XVII, com a element exempt, més tard va ser adossada a una construcció destinada a habitatge. La torre és de planta quadrada, atalussada a la base, d'uns 5 m d'amplada i 12 m d'alçada. De fàbrica de maçoneria, amb les cantonades reforçades amb carreus, amb petites obertures a totes les cares i matacans volats rematant els 4 alçats, dels quals només l'orientat a llevant es conserva íntegre, en els altres tan sols estan les mènsules. L'habitatge adossat emmascara l'accés. L'estat exterior és bo.